# Alfred Knippenberg
Alfred Knippenberg (Deventer, 27 augustus 1969) is een voormalig Nederlands voetballer. Hij kwam in de jaren 90 uit voor Go Ahead Eagles, DS'79, SC Heracles '74, Telstar, VVV en FC Zwolle.
Hij maakte op 16-jarige leeftijd zijn competitiedebuut in de thuiswedstrijd van Go Ahead Eagles tegen Excelsior (1–0). Knippenberg was inzetbaar als aanvallende middenvelder. Hij was naast zijn gezette postuur vooral bekend om het bespelen van het publiek bij corners voor het vijandelijke doel.
Inmiddels is hij teammanager bij Go Ahead Eagles, heeft hij een aantal kledingwinkels en woont hij in Schalkhaar.

## Clubstatistieken
| Seizoen | Club            | Land      | Competitie     | Duels | Goals |
| ------- | --------------- | --------- | -------------- | ----- | ----- |
| 1986/87 | Go Ahead Eagles | Nederland | Eredivisie     | 10    | 0     |
| 1987/88 | Go Ahead Eagles | Nederland | Eerste divisie | 20    | 3     |
| 1988/89 | DS'79           | Nederland | Eerste divisie | 17    | 2     |
| 1989/90 | DS'79           | Nederland | Eerste divisie | 18    | 3     |
| 1989/90 | SC Heracles     | Nederland | Eerste divisie | 10    | 3     |
| 1990/91 | SC Heracles     | Nederland | Eerste divisie | 30    | 7     |
| 1991/92 | Go Ahead Eagles | Nederland | Eerste divisie | 23    | 2     |
| 1992/93 | Go Ahead Eagles | Nederland | Eredivisie     | 10    | 0     |
| 1992/93 | Telstar         | Nederland | Eerste divisie | 5     | 0     |
| 1993/94 | Go Ahead Eagles | Nederland | Eredivisie     | 26    | 1     |
| 1994/95 | VVV             | Nederland | Eerste divisie | 21    | 2     |
| 1995/96 | FC Zwolle       | Nederland | Eerste divisie | 15    | 1     |
| 1996/97 | FC Zwolle       | Nederland | Eerste divisie | 22    | 0     |
| Totaal  | Totaal          | Totaal    | Totaal         | 227   | 24    |